# Garuzjanka
Garuzjanka (ryska: Гаружанка) är ett vattendrag i Belarus.   Det ligger i voblasten Hrodna voblast, i den nordvästra delen av landet, 120 km nordväst om huvudstaden Minsk.
Omgivningarna runt Garuzjanka är en mosaik av jordbruksmark och naturlig växtlighet. Runt Garuzjanka är det ganska glesbefolkat, med 29 invånare per kvadratkilometer.